# 多沟杜英
多沟杜英（学名：Elaeocarpus lacunosus）为杜英科杜英属下的一个种。

## 扩展阅读
維基物種上的相關：多沟杜英